# مركز مليلة (مليلة)
مركز مليلة هي إحدى مشيخات المملكة المغربية، تتبع جغرافيا لإقليم بنسليمان وإداريًا لمليلة. يقدر عدد سكانها بـ 2124 نسمة حسب الإحصاء الرسمي للسكان والسكنى لسنة 2004.